# Plzeň-Křimice (nádraží)
Plzeň-Křimice je železniční stanice v Plzni, konkrétně v městské části Křimice. Stanice leží na železniční trati Plzeň–Cheb. Stanice se skládá z jedné manipulační a tří obslužných kolejí. Přístup na obě strany trati (ul. Traťová a ul. V Dolově) je zajištěn podchodem, odkud je možné se napojit na cyklotrasu č. 37 (Plzeň - Železná) nebo na č. 2151 (Čertova kazatelna - Na Hrádku). Stanice byla otevřena 28. ledna 1872. Skládala se jen z nástupiště a strážního domku. Poslední výpravčí zde pracoval do roku 2008, kdy stanice přešla pod dálkové řízení.
Stanici obsluhují osobní vlaky směřující do Kozolup, Blovic, Plzně, Bezdružic, Svojšína a Pňovan. V minulých letech vlaky odtud směřovaly i do Rokycan, Chebu, Stříbra, Mariánských Lázní, Plané u Mariánských Lázní, Berouna, Zdic, Nepomuku, Karlových Varů, Horažďovic předměstí a Konstantinových Lázní. Stavěly zde také rychlíky mířící do Františkových Lázní, Chebu a Prahy. V této stanici se nenachází osobní pokladna, proto jsou cestující povinni si jízdenku zakoupit ve vlaku.